# Тролове (Warcraft)
Тролите са една от расите населяващи измисления свят, в който се развива действието от поредицата Warcraft, създадена от компанията Blizzard Entertainment.
Дивите тролове имат богата история. Още отпреди близо десет хиляди години те започнали война с Кървавите Елфи (наричали себе си тогава Висши елфи), която продължила със столетия. Елфите се съюзили с хората, които им помогнали и почти избили докрай троловете. Но Трал, новия боен вожд на Ордата, решил да им помогне, като ги направил свои съюзници и ги защитил от враговете им. Но нова заплаха грозяла троловете. В родната им земя, Стренгълторн, те били нападнати от многочислените Мърлоци. Отново се намесил Трал, който ги спасил и им дал приют в своите земи в Дуротар. И сега, водени от своя могъщ шаман Зул'Джин, троловете обединили силите си с орките, на които били много благодарни за закрилата, предоставена им от новите зеленокожи приятели. Като членове на Ордата, троловете бързо се сприятелили и с таурените, но все пак запазили дистанцирано положение относно Немъртвите.